# Călina Pandele Yttredal
Călina Pandele Yttredal (n. 6  septembrie 1955, București) este un artist vizual norvegian, pictor și designer grafic. Locuiește în Oslo. Este deosebit de preocupată de interacțiunea dintre culoare și lumină. Lucrează cu expresii atât în două, cât și în trei dimensiuni - cum ar fi picturi, desene, fotografii, sculpturi ușoare - în expozițiile și decorațiile specifice locației. 
Yttredal a predat la Kunsthøgskolen din Oslo și Centrul Norvegian de Cunoștințe pentru Lumină (Lyskultur) și a susținut o serie de cursuri și seminarii despre culoare și lumină. De asemenea, a publicat patru cărți academice.
1. ↑  Călina PANDELE YTTREDAL